# Aguaturbia (álbum)
Aguaturbia es el primer álbum oficial de la banda chilena de rock psicodélico Aguaturbia, creada el año anterior y activa hasta 1974. Fue lanzado originalmente en 1970 y grabado en solo 3 días. Contiene dos canciones propias y seis versiones de otros artistas. Nunca fue reeditado en CD, pero en 2000 fue lanzada otra versión con distinto repertorio de canciones.
Este álbum causó polémica en Chile por la cubierta de su carátula, en la cual aparecían los integrantes de la banda desnudos y con cabellos largos, gafas de colores y cintillos en sus cabezas, inspirados por el movimiento hippie estadounidense y en especial por la carátula del disco Unfinished Music No.1: Two Virgins de John Lennon y Yoko Ono. El 13 de marzo de 1970, el periódico La Segunda publicó una foto de la carátula ocupando toda la portada.
En abril de 2008, la edición chilena de la revista Rolling Stone situó a este álbum en el lugar n.º. 41 dentro de los 50 mejores discos chilenos de todos los tiempos.

## Lista de canciones
| Aguaturbia |                        |          |  |
| N.º        | Título                 | Duración |  |
| 1.         | «Baby»                 | 3:05     |  |
| 2.         | «Erótica»              | 3:49     |  |
| 3.         | «Alguien para amar»    | 3:02     |  |
| 4.         | «Ah ah ah ay»          | 13:47    |  |
| 5.         | «Rollin' and Tumblin'» | 3:07     |  |
| 6.         | «Uno de estos días»    | 5:31     |  |
| 7.         | «Carmesí y trébol»     | 10:33    |  |
| 8.         | «Eres tú»              | 2:50     |  |
| 45:44      |                        |          |  |